# Maroulás
 (avril 2012).
Si vous disposez d'ouvrages ou d'articles de référence ou si vous connaissez des sites web de qualité traitant du thème abordé ici, merci de compléter l'article en donnant les références utiles à sa vérifiabilité et en les liant à la section « Notes et références ».
Maroulás (en grec moderne : Μαρουλάς) est une localité de Crète, à 240 m d'altitude, à 10 km au sud-est de Rethymnon.
Maroulás est un village traditionnel de style vénitien dont la plupart des bâtiments datent de la période vénitienne, mais la région était habitée peut-être depuis la période minoenne.

## Les découvertes archéologiques
Dans la région on a révélé deux cimetières de la dernière période palatiale. Le premier, à Mezária, se compose de tombes à chambre taillées dans une roche. Ces tombes contiennent des sarcophages, des poteries, des vases en bronze et des armes, des bijoux et des timbres. Les trouvailles du cimetière se trouvent aujourd'hui dans le Μusée archéologique de Réthymnon (en). Le second cimetière à Prinarés date de la même période (période palatiale).

## Années récentes
Pendant la période vénitienne deux tours étaient construites et sont aujourd’hui conservées, comme d'autres bâtiments à meurtrières. Il y a aussi plusieurs armoiries sur les portes des bâtiments. En 1630 des Turcs s’étaient installés dans Maroulás et ils ont utilisé les deux tours vénitiennes comme place de commandement.

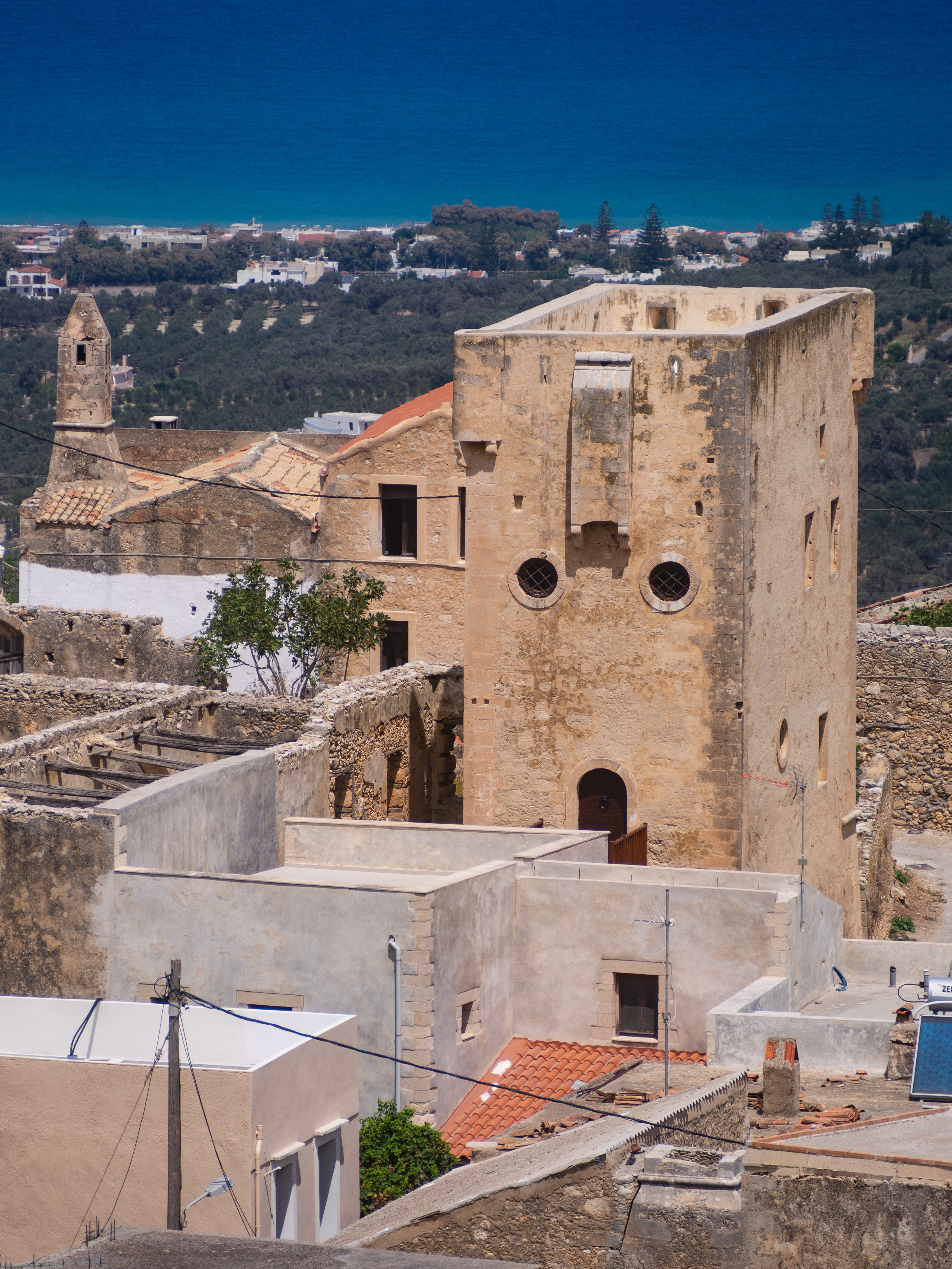
La tour de Maroulás

## Transports
Il y a un service de bus de La Canée à Rethymnon servant cette zone (deux services, le matin et le midi pendant la semaine mais pas les week-ends)